# Bavorovské Svobodné Hory
Bavorovské Svobodné Hory jsou osada, základní sídelní jednotka města Bavorov v okrese Strakonice ve stejnojmenném katastrálním území.

## O obci
Osada se nachází při cestě z Bavorova na Netolice při Babím potoku, nedaleko Svobodné hory, nejvyššího vrcholu Netolické vrchoviny. Od Bavorova leží asi 2,5 kilometru. Založena byla koncem 18. století společně s Libějovickými Svobodnými Horami a Vodňanskými Svobodnými Horami.